# Bundesautobahn 90
De Bundesautobahn 90 (kort BAB 90, A90 of 90) was een geplande autosnelweg in Duitsland.
De snelweg had moeten lopen van Dasing naar Saalhaupt.
Het gedeelte tussen Dreieck Holledau en de aansluiting Saalhaupt is wel aangelegd en valt onder de A93.